# Lilla Harriestenen
Lilla Harriestenen är en numera försvunnen runsten från Lilla Harrie, Skåne, som avbildades av Nils Wessman 1740. Då fanns stenen på en kulle vid diket mellan Lilla Harrie och Virke. Då kullen hindrade plöjning togs både sten och kulle bort under 1800-talet, och stenen har inte återfunnits. 
En translitterering av inskriften lyder:
aft ' un(o)r ' skal ' stant(A) s- ...
Transkribering till normaliserad rundanska:
Ept Unnar skal standa s[á] ....
Översättning till modern svenska:
... efter Gunnar. (Alltid?) skall stå s(ten?).